# Diszjunkt unió
A matematikában, a diszjunkt unió két dolgot jelenthet:
- Halmazelméletben, a diszjunkt unió egy unió művelet, ahol a diszjunkt uniót alkotó halmazoknak nincs közös eleme.
- A valószínűségelméletben (vagy még általánosabban a méréselméletben) rendszerint a párosan előforduló, egymással közös részt nem alkotó entitásokat, halmazokat nevezik diszjunkt uniónak.

## Halmazelméleti definíció
Formálisan legyen {Ai : i ∈ I} egy halmazcsalád I indexszel.
Ennek a halmazcsaládnak a diszjunkt uniója:
{\displaystyle \bigsqcup _{i\in I}A_{i}=\bigcup _{i\in I}\{(x,i):x\in A_{i}\}.}
A diszjunkt unió elemei (x, i) rendezett párok.
Itt az i egy járulékos index, mely azt jelzi, mely Ai származik x-től.
Minden egyes Ai kanonikusan beágyazódik a diszjunkt unióba:
{\displaystyle A_{i}^{*}=\{(x,i):x\in A_{i}\}.}
i ≠ j-re, az Ai* és Aj* diszjunktak, még akkor is, ha Ai és Aj halmazok nem azok.
Extrém esetben, amikor minden egyes Ai egyenlő egy valamilyen fix A halmazzal, minden egyes i ∈ I-re, a diszjunkt unió A és I Descartes-szorzata:
{\displaystyle \bigsqcup _{i\in I}A_{i}=A\times I.}
esetenként ez a jelölés:
{\displaystyle \sum _{i\in I}A_{i}}
egy halmaz-család diszjunkt uniójára, vagy A + B, két halmaz diszjunkt uniójára.
Ez a jelölés emlékeztet arra a tényre, hogy a diszjunkt unió számossága a család kifejezéseinek számosságának az összege. (Lásd még a halmaz család Descartes-szorzata).
A kategória-elmélet nyelvezetében a diszjunkt unió a halmazok kategóriájának kategória összege. Ezért ez kielégíti a kapcsolódó univerzális tulajdonságot. Ez azt is jelenti, hogy a diszjunkt unió kategória duálisa a Descartes-szorzat konstrukciónak.
Több oknál fogva, egy kiegészítő index partikuláris választása nem lényeges, és egy egyszerűsítő módszerben, az indexelt családot egyszerűen lehet kezelni, mint egy halmaz gyűjteményét.
Ez esetben {\displaystyle A_{i}^{*}} {\displaystyle A_{i}} egy másolatának tekinthető, és a {\displaystyle \bigcup _{A\in C}{^{*}}A} jelölés használatos.

## Valószínűségelméleti definíció
Legyen C egy páronként diszjunkt halmazok gyűjteménye. Ez azt jelenti, hogy a C-ben minden A≠B halmaz metszete üres, azaz A∩B = ∅. C ben az összes halmaz uniója, a halmazok diszjunkt uniója:
{\displaystyle \bigsqcup _{A\in C}A\equiv \bigcup _{A\in C}A}
és így, a “diszjunkt unió” kifejezés egyszerűen rövidítése a “ halmazok uniójának, melyek páronként diszjunktak”.